# Pak Po-gom
Pak Po-gom (hangul: 박보검, * 16. června 1993) je jihokorejský herec a zpěvák. Uznání získal za svou škálu rolí, jak ve filmech tak televizních seriálech, zejména psychopatického právníka Hello Monster (2015); geniálního hráče v Reply 1988 (2015–2016); korunního prince Joseonu v Love in the Moonlight (2016); svobodomyslného muže, který se zamiluje do starší ženy v Encounter (2018) a mladíka, který se touží stát úspěšným hercem v Obrazech z mládí (2020).
Pak Po-gom byl také nejmladším hercem, který získal ocenění Herec roku na Gallup Korea. Byl také prvním hercem, který se objevil na vrcholu žebříčku Korea Power Celebrity časopisu Forbes.

## FIlmografie

### Filmy
- Blind (2011)
- Runway Cop (2012)
- A Hard Day (2014)

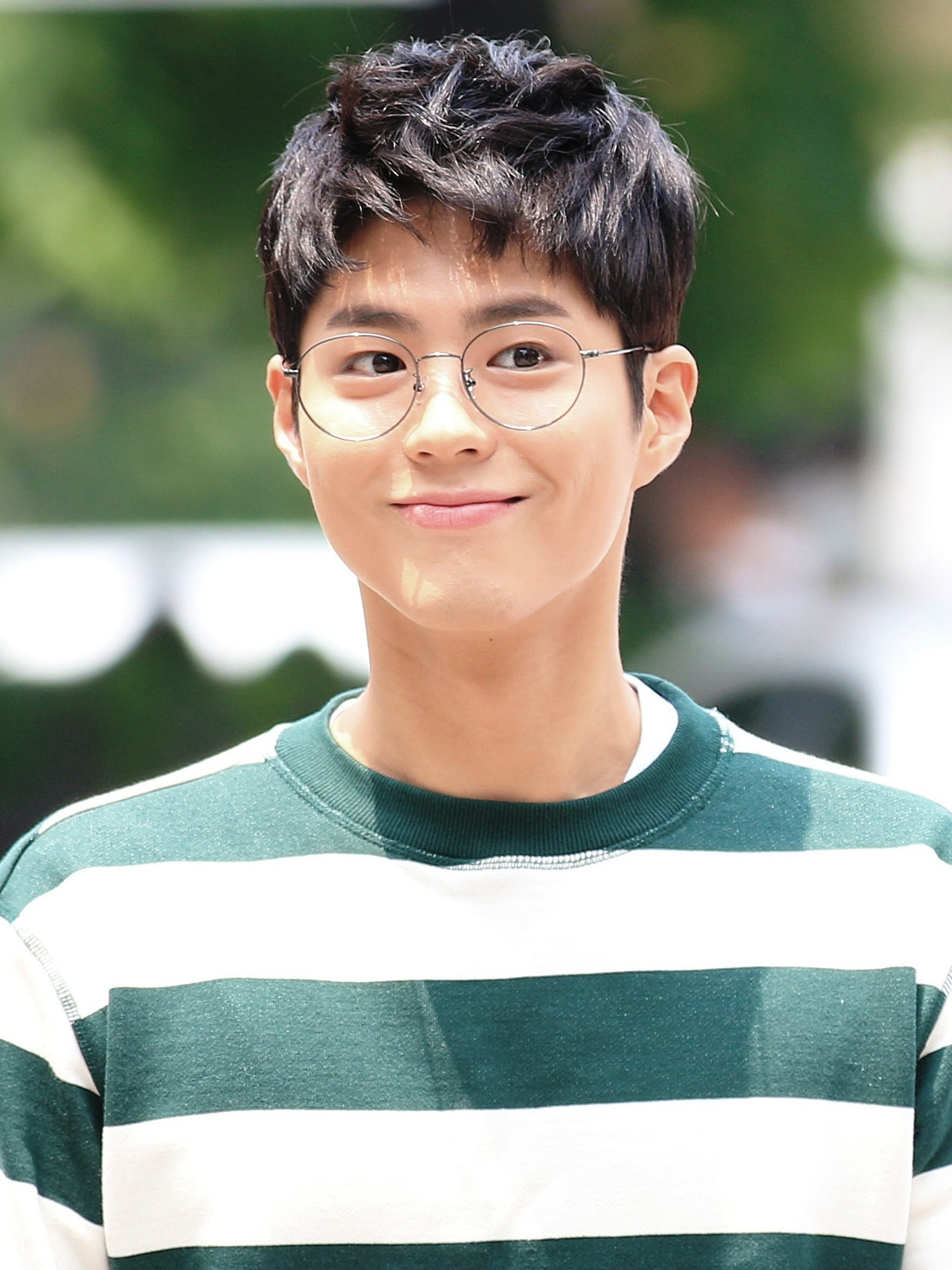
2016

- The Admiral: Roaring Currents (2014)
- Twinkle-Twinkle Pitter-Patter (2014)
- Coin Locker Girl (2015)

### Seriály
- Hero (2012, OCN)
- Drama Special: Still Picture (2012, KBS2)
- Bridal Mask (2012, KBS2)
- Wonderful Mama (2013, SBS)
- Wonderful Days (2014, KBS2)
- Cantabile Tomorrow (2014, KBS2)
- Hello Monster (2015, KBS2)
- Reply 1988 (2015-2016, tvN)
- Love in the Moonlight (2016, KBS2)
- Encounter (2018, tvN)
- Itaewon class - cameo (2020, JTBC)
- Obrazy z mládí (2020, tvN)
- When life gives you tangerines (2025)
- Good boy (2025)